# Lanterne des morts d'Oradour-sur-Glane
Ne doit pas être confondu avec Lanterne des morts d'Oradour-Saint-Genest.
La lanterne des morts d'Oradour-sur-Glane est un monument funéraire, situé sur la commune d'Oradour-sur-Glane, dans le département français de la Haute-Vienne.

## Localisation
La lanterne est située dans le cimetière d'Oradour-sur-Glane, dans le département de la Haute-Vienne, en région Nouvelle-Aquitaine, en France.
Le cimetière, qui était déjà utilisé avant le massacre du 10 juin 1944 qui a causé la disparition de 643 habitants et la démolition du bourg, est accolé au village martyr. Il demeure le cimetière de la commune.

## Historique

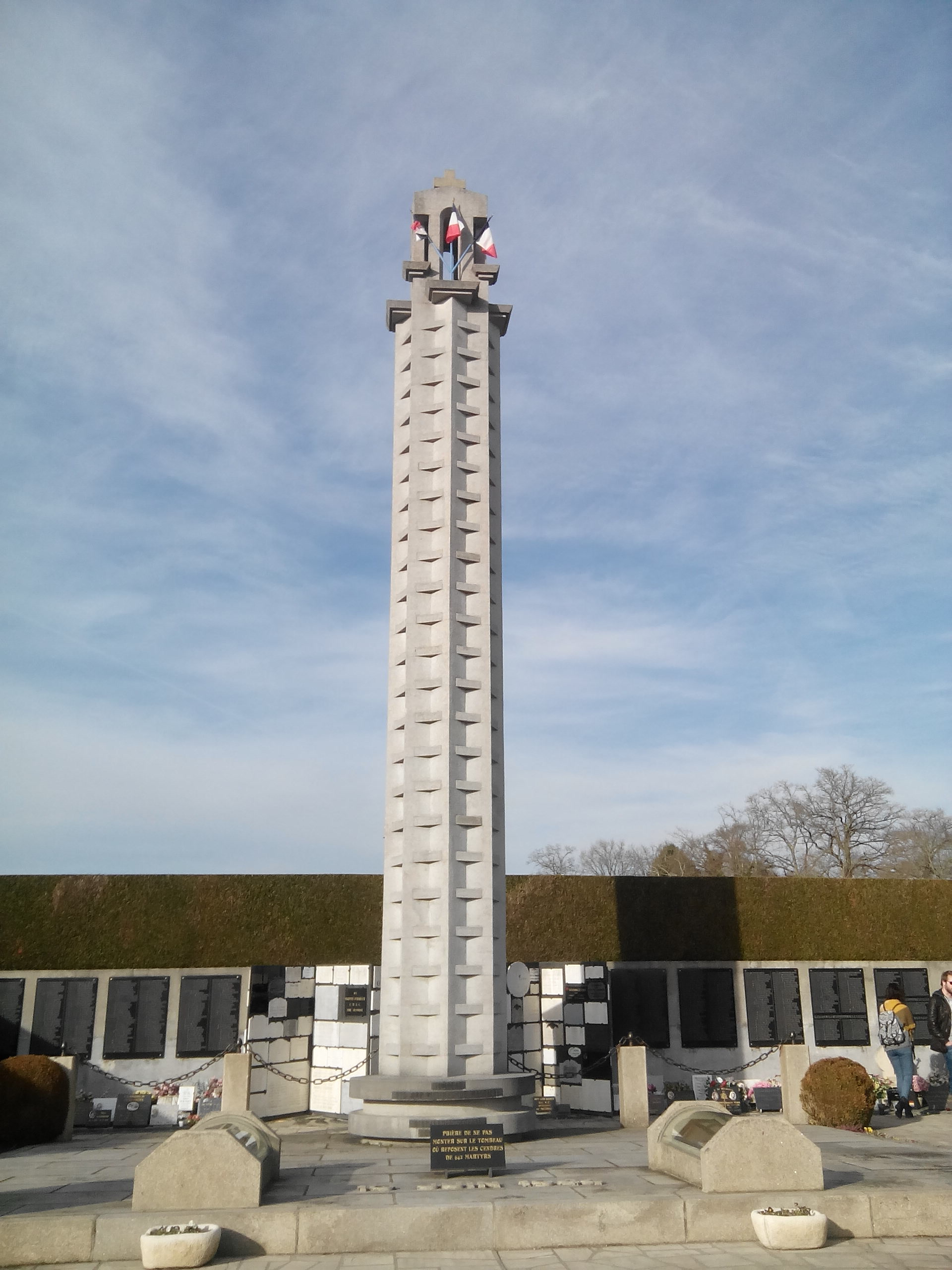
La colonne de l'ossuaire construite en 1953 près de la lanterne.

La lanterne date du XIIe siècle. Elle est utilisée jusqu'au XIVe siècle.
Le monument est inscrit au titre des monuments historiques par arrêté du 6 février 1926.
L'édifice fait face à la colonne de l'ossuaire édifiée en 1953 en mémoire des victimes du massacre de 1944, et qui adopte la forme d'une lanterne. Les deux monuments sont espacés d'une cinquantaine de mètres.

## Description
Le monument a une base carrée. Il mesure 1,2 m de côté et 6,5 m de haut.